# أكشاي مول
أكشاي مول (بالإنجليزية: Akshay Mall)‏ هو لاعب كرة قدم هندي في مركز الوسط، ولد في 30 سبتمبر 1992 في الهند. شارك مع منتخب الهند تحت 17 سنة لكرة القدم. أما مع النوادي، فقد لعب مع نادي طيران الهند.

## وصلات خارجية
- أكشاي مول على موقع Soccerway.com (الإنجليزية)